# Jerome K. Jerome
Jerome Klapka Jerome (1859. május 2. – 1927. június 14.) angol író, publicista. A középső nevét Klapka György tiszteletére kapta.

## Élete
Walsallban született, középosztálybeli család negyedik gyermekeként. Apja, Jerome Clapp, később Jerome Clapp Jerome-ra változtatta meg nevét, s fiát is így jegyezték be, a középső nevét később változtatták meg Klapkára a száműzött magyar tábornok tiszteletére. Jerome-nak volt még két nővére, Paulina és Blandina, valamint egy öccse, Milton, aki még fiatalon meghalt. A rossz bányaipari befektetések miatt a család elszegényedett, és a tartozási behajtók sűrű látogatását élénken szemlélteti majd az érett költő önéletrajzában, az Életem és koromban (My Life and Times). A család elszegényedése után London East End negyedébe költöztek. 
Szülei halála után 1872-ben a 13 éves Jerome otthagyta az iskolát, és változatos munkákat vállalt: volt vasúti munkás, irodai alkalmazott, újságíró, tanár, sőt színész is. Végül 1885-ben aratott kisebb sikert A színpadon – és mögötte (On the Stage – and Off) művével, amiben humorral, iróniával ábrázolta színészélményeit. Egy évvel később írta meg Egy naplopó tűnődései (The Idle Thoughts of an Idle Fellow) című humoros karcolatgyűjteményt, mely már átütő sikert szerzett neki.
1888. június 21-én egybekelt Georgina Elizabeth Henrietta Stanley Marris-szel (Ettie), aki 9 nappal azelőtt vált el első férjétől. Felesége lánya, Georgina (akit Elsie-nek becéztek) ennek az ötéves kapcsolatnak a gyümölcse. Az ifjú pár a mézesheteket a Temzén töltötte, s ez az élmény döntően befolyásolta a következő, legfontosabb regényét, melynek címe: Három ember egy csónakban (Three Men in a Boat).

### Három ember egy csónakbanés későbbi sikerei
Jerome, miután a mézeshetek elteltével hazatért feleségével, nyomban leült megírni a Három ember egy csónakban-t. A regényben feleségét régi barátai, George Wingrave (George) és Carl Hentschel (Harris) helyettesítette. A könyvet 1889-ben publikálták, és olyan átütő sikert aratott, hogy még mai napig is utánnyomják. Az első 20 évében több mint egymillió példánya kelt el világszerte. Film, tv- és rádiójáték, színjáték, sőt musical is készült belőle. 
Az eladásából származó anyagi nyereség lehetővé tette, hogy ezentúl az írásnak szentelje idejét. Írt színjátékokat, esszéket, regényeket, de nem ért el olyan sikert, mint a Három ember egy csónakban c. regényével. Szerkesztett lapokat is (The Idler, Today). 1898-ban németországi látogatása ihlette következő regényét, a Három ember kerékpáront (Three Men on the Bummel), ami a világsikerű könyve folytatása. Habár ugyanazok a szereplői, mégsem lett olyan sikere, mint elődjének. 1902-ben adták ki Paul Kelver című önéletrajzszerű regényét, majd 1908-ban pedig a Passing of the Third Floor Back című komorabb hangvételű játékát, amit a közönség nem nagyon értékelt.

### Azelső világháborúés utolsó évei

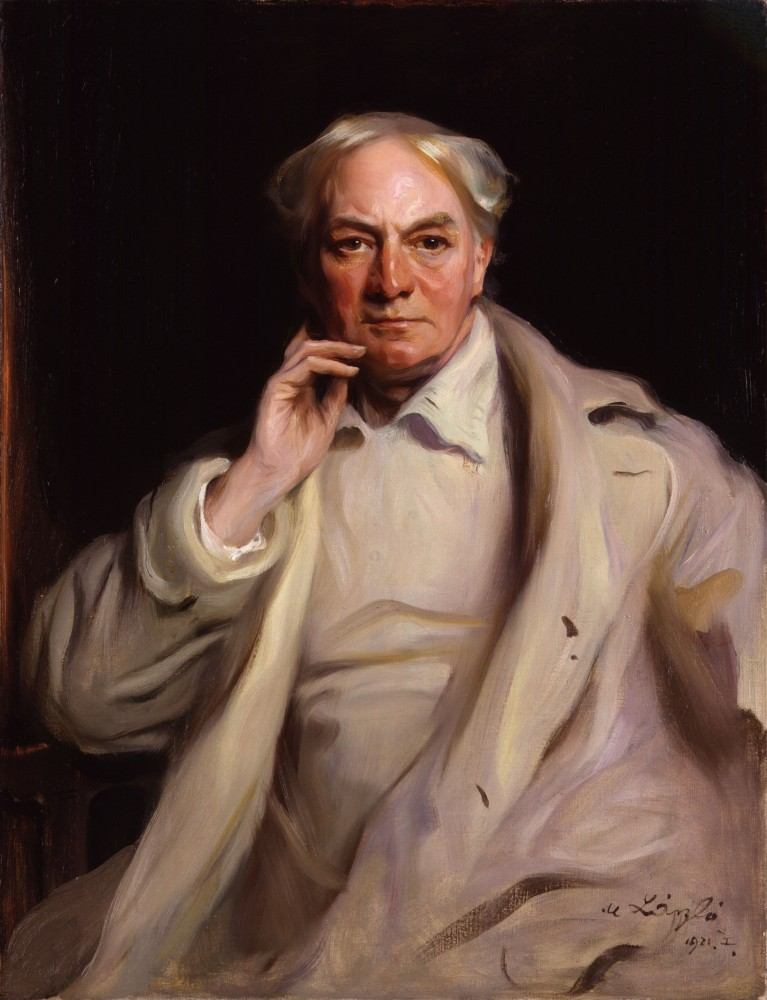
László Fülöp: Jerome K. Jerome

Jerome önkéntesen be akart vonulni a háború kitörésekor, de mivel 56 éves volt, a Brit Hadsereg elutasította. Égve azonban a vágytól, hogy szolgáljon valamilyen formában, jelentkezett mentőkocsi-vezetőnek a Francia Hadseregnél. Azt mondják, a háború elvette jókedvét, csakúgy, mint imádott mostohalánya, Elsie halála 1921-ben.
1926-ban megírta önéletrajzát Életem és korom (My Life and Times) címmel. 1927 júniusában egy motorkerékpáros túra alkalmával lebénult, és kórházba kerülése után két héttel meghalt. Elhamvasztották, porait a ewelme-i St Mary’s templom őrzi, ahol felesége, mostohalánya és testvére is nyugszik.

## Írásai jellemzői

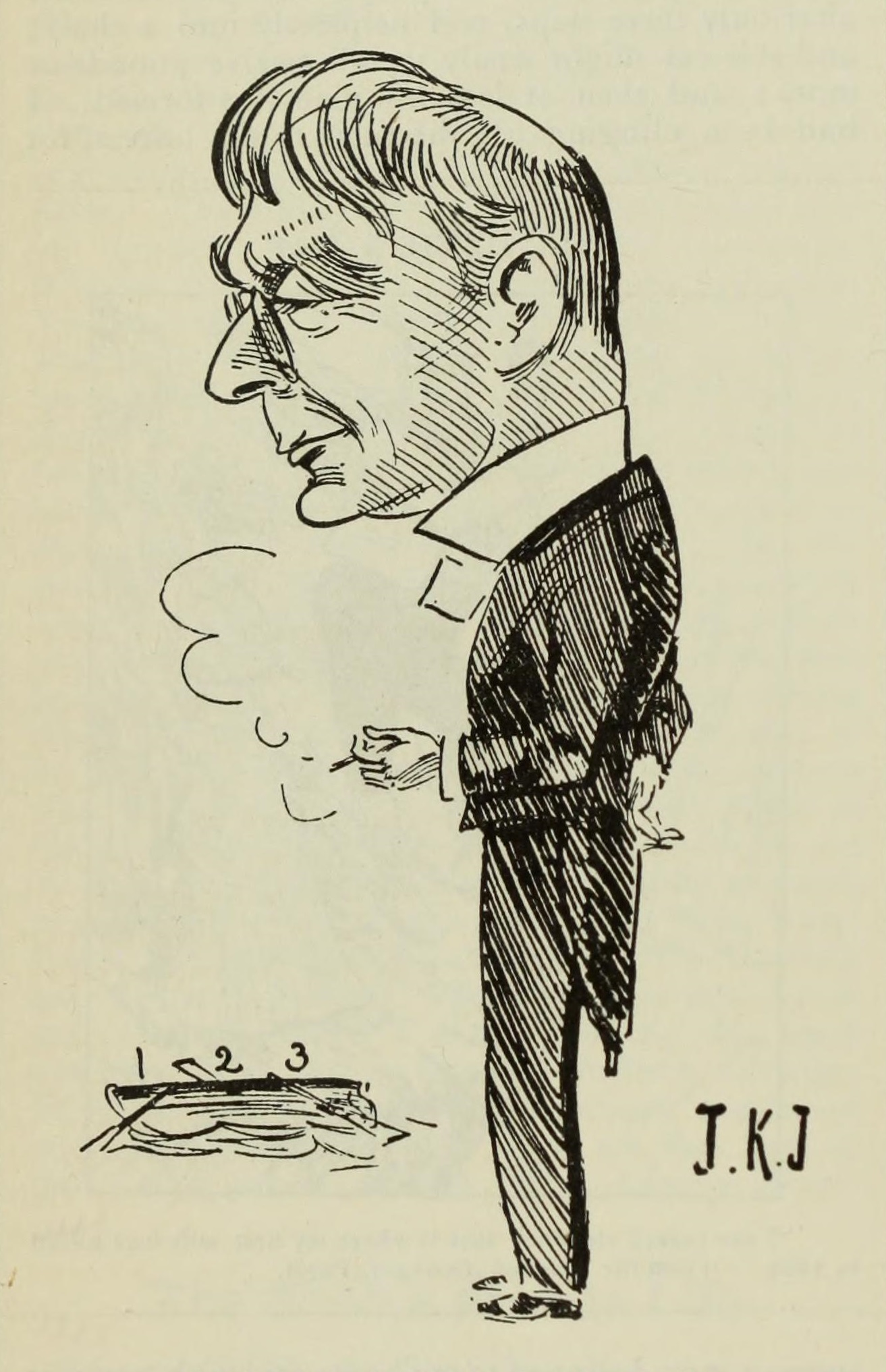
Karikatúra Jerome K. Jerome-ról

Jerome K. Jerome művei roppant vidámak, egészséges iróniával fűszerezettek, nagy erényük még, hogy a történeteken keresztül bepillantást nyerhetünk a viktoriánus Anglia rég letűnt világába.
Írásai közül a legnépszerűbb: a Három ember egy csónakban a Temzén csónaktúrázó kompánia által megélt kalandokat elmesélő, és emellett az útba ejtett vidékek történetének egyes kuriózumait is felvillantó mű. Telis-tele van mókás betétekkel. A három főszereplő még nem annyira eszement, mint mondjuk P. G. Wodehouse karakterei – hétköznapi fiatalok ők, akikre még az sem föltétlenül áll, hogy mindig történik velük valami. Egyszerűen csak nyitott szemmel járnak a világban, emiatt rá-rácsodálkoznak erre-arra.

## Ismert mondása
„Szeretem a munkát. Elnézném reggeltől estig!”

## Művei
Magyarul először a Három ember egy csónakban című regénye jelent meg Zilahy Lajos fordításában.

### Regények
- Egy naplopó tűnődései (The Idle Thoughts of an Idle Fellow), 1886
- Három ember egy csónakban (Three Men in a Boat), 1889
- The Diary of a Pilgrimage, 1891
- Novel Notes, 1893
- The Second Thoughts of an Idle Fellow, 1898
- Három ember kerékpáron (Three Men on the Bummel), 1900
- Paul Kelver, a novel, 1902
- Tommy and Co, 1904
- They and I, 1909
- Minden út a kálváriára vezet (All Roads Lead to Calvary), 1919
- Anthony John, 1923
- The Love of Ulrich Nebendahl, 1909
- The Philosopher’s Joke, 1909

### Gyűjtemények
- Told After Supper, 1891
- John Ingerfield: And Other Stories, 1894
- Sketches in Lavender, Blue and Green, 1895
- The Observations of Henry, 1901
- The Angel and the Author and Others, 1904
- American Wives and Others, 1904
- The Passing of the Third Floor Back: And Other Stories, 1907
- Malvina of Brittany, 1916
- Three Men in a Boat and Three Men on the Bummel, 1974
- After Supper Ghost Stories: And Other Tales, 1985

### Önéletrajz
- Életem és korom (My Life and Times), 1926

### Novellák
- The Haunted Mill, 1891
- The New Utopia, 1891
- The Dancing Partner, 1893
- Christmas Eve in the Blue Chamber
- Silhouettes
- The Skeleton
- The Snake
- The Woman of the Saeter

## Magyarul
- Regénytárgyak. Angol regény, 1. köt.; ford. Szalai Emil; Országgyűlési Értesítő Ny., Bp., 1896 (A Magyar Újság regénycsarnoka)
- Regény-tanulmányok; ford. K. Beniczky Irma; Neumayer Ede ny., Bp., 1899[4]
- Regényjegyzetek, 1-2.; Légrády Testvérek, Bp., 1900 (Legjobb könyvek)
- Három ember egy csónakban, hogy a kutyáról ne beszéljünk; ford. Zilahy László; Bécsi Magyar Kiadó, Bécs, 1920
- Egy naplopó tűnődései; ford. Karinthy Frigyes, Karinthy Emma; Világirodalom, Bp., 1920
- Útrakészen. Az eredeti teljes szöveg és hű magyar fordítása; ford. Király György; Lantos, Bp., 1920 (Kétnyelvű klasszikus könyvtár)
- Tommy és társai; ford. Fülöp Zsigmond; Rózsavölgyi, Bp., 1921
- Három ember egy csolnakban. Nem számítván a kutyát; ford. Zágoni Zoltán; Rózsavölgyi, Bp., 1922 k.
- Minden út a kálváriára vezet; ford. Bartos Zoltán; Franklin, Bp., 1925 (Külföldi regényírók)
- A kulisszák titkai. Humoros regény; ford. Harsányi Zsolt; Színházi Élet, Bp., 1926 (A Színházi Élet regényei)
- Három ember kerékpáron; ford. Fia Ferenc; Új Idők, Bp., 1947 (A világirodalom dekameronja)
- Három ember egy csónakban (nem számítván a kutyát); ford. Zágoni Zoltán, utószó Gyárfás Miklós; Magvető, Bp., 1956 (Vidám könyvek)
- Három ember kerékpáron; ford. Komlós János; Magvető, Bp., 1959 (Vidám könyvek)
- Három ember egy csónakban és ráadásul egy kutya; ford. Barabás András; Ciceró, Bp., 2011